# Mireille dans la vie des autres
 (août 2022).
Si vous disposez d'ouvrages ou d'articles de référence ou si vous connaissez des sites web de qualité traitant du thème abordé ici, merci de compléter l'article en donnant les références utiles à sa vérifiabilité et en les liant à la section « Notes et références ».
 (février 2025).
- Si vous ne connaissez pas le sujet, laissez ce bandeau (vous pouvez alors contacter les auteurs).
- Si vous supprimez le contenu mis en cause (vous pouvez préalablement contacter les auteurs),

argumentez précisément cette suppression dans la page de discussion
(un manque de référence n'est pas un argument ; une recherche réelle de référence doit avoir été effectuée, être formellement documentée).
 (février 2025).
Mireille dans la vie des autres est un film belge de Jean-Marie Buchet sorti en 1979.

## Fiche technique
- Musique : Ivry Gitlis
- Durée : 86 minutes

## Distribution
- Sylvain Bailly : Jacques
- Yvonne Clech : la mère de Jacques
- Chantal Descampagne : Edwige
- Jean-Pierre Dougnac : le père de Jacques
- Alain Lamarque : Alphonse
- Michel Lechat : Oscar
- Tatiana Moukhine : Germaine
- Eric Schoonejans : Sylvain
- Véronique Speeckaert : Mireille